# Persone di nome Willi
| Questa pagina contiene informazioni ricavate automaticamente dalle voci biografiche con l'ausilio del template Bio e di un bot. L'aggiornamento è periodico e automatico e ricostruisce completamente la pagina. Se manca una persona in questa lista, sei pregato di non aggiungerla, ma accertati piuttosto che la sua voce biografica contenga il template Bio e che i dati anagrafici siano correttamente compilati. Se il template Bio manca, inseriscilo tu stesso o, in alternativa, metti l'avviso {{tmp\|Bio}} che ne segnala la mancanza. Se i dati riportati sono sbagliati, correggi direttamente la voce biografica; le modifiche saranno visibili in questa lista entro pochi giorni. Per chiarimenti vedi il progetto antroponimi. La lista contiene solo le 55 persone che sono citate nell'enciclopedia e per le quali è stato implementato correttamente il template Bio. Pagina aggiornata al 16 ott 2024. |

Questa è una lista di persone presenti nell'enciclopedia che hanno il prenome Willi, suddivise per attività principale.

## Allenatori di calcio(4)
- Willi Lippens, allenatore di calcio e ex calciatore olandese (Bedburg-Hau, n. 1945)
- Willi Multhaup, allenatore di calcio tedesco (Essen, n. 1903 - † 1982)
- Willi Reimann, allenatore di calcio e ex calciatore tedesco (Rheine, n. 1949)
- Willi Sevcik, allenatore di calcio e calciatore austriaco

## Armonicisti(1)
- Willi Burger, armonicista italiano (Milano, n. 1934)

## Attivisti(1)
- Willi Graf, attivista tedesco (Euskirchen, n. 1918 - Monaco di Baviera, † 1943)

## Attori(1)
- Willi Allen, attore e musicista tedesco (Berlino, n. 1909 - Berlino, † 1969)

## Baritoni(1)
- Willi Domgraf-Fassbaender, baritono tedesco (Aquisgrana, n. 1897 - Norimberga, † 1978)

## Bobbisti(1)
- Willi Hofmann, bobbista svizzero (Zurigo, n. 1940)

## Calciatori(25)
- Willi Ascherl, calciatore tedesco (Fürth, n. 1902 - Meißen, † 1929)
- Willi Billmann, calciatore tedesco (Norimberga, n. 1911 - † 2008)
- Willi Fick, calciatore tedesco (Amburgo, n. 1891 - † 1913)
- Willi Fricke, calciatore tedesco (Linden-Limmer, n. 1913 - † 1963)
- Willi Gerdau, calciatore tedesco occidentale (Heide, n. 1929 - Uetersen, † 2011)
- Willi Hutter, calciatore tedesco (Mannheim, n. 1896 - † 1936)
- Willi Kirsei, calciatore tedesco (Berlino, n. 1902 - Berlino, † 1963)
- Willi Knesebeck, calciatore tedesco (Berlino, n. 1887 - † 1956)
- Willi Koslowski, calciatore tedesco (Gelsenkirchen, n. 1937 - † 2024)
- Willi Kund, calciatore tedesco (n. 1908 - † 1967)
- Willi Köchling, calciatore tedesco (Coblenza, n. 1924 - † 2009)
- Willi Landgraf, ex calciatore tedesco (Mülheim an der Ruhr, n. 1968)
- Willi Lindner, calciatore tedesco (n. 1910 - Francoforte sul Meno)
- Willi Marquardt, calciatore tedesco orientale (n. 1934 - † 2017)
- Willi Pittana, ex calciatore italiano (Latisana, n. 1972)
- Willi Rutz, calciatore tedesco (n. 1907 - † 1993)
- Willi Schröder, calciatore tedesco (n. 1928 - † 1999)
- Willi Schulz, ex calciatore tedesco (Bochum, n. 1938)
- Willi Sippel, ex calciatore tedesco (n. 1929)
- Willi Tiefel, calciatore tedesco (Francoforte sul Meno, n. 1911 - Narva, † 1941)
- Willi Völker, calciatore tedesco (Berlino, n. 1906 - † 1945)
- Willi Wenzel, calciatore tedesco (n. 1930 - † 1999)
- Willi Wigold, calciatore tedesco (n. 1909 - † 1943)
- Willi Winkler, calciatore tedesco (Worms, n. 1903 - † 1967)
- Willi Worpitzky, calciatore tedesco (Bielenberg, n. 1886 - Berlino, † 1953)

## Canottieri(1)
- Willi Eichhorn, canottiere tedesco (Walldorf, n. 1908 - Mannheim, † 1994)

## Cestisti(1)
- Willi Leißler, cestista tedesco (n. 1930 - † 2014)

## Ciclisti su strada(1)
- Willi Altig, ex ciclista su strada e pistard tedesco (Mannheim, n. 1935)

## Fotografi(2)
- Willi Huttig, fotografo e alpinista tedesco (Chodov, n. 1909 - Starnberg, † 2001)
- Willi Ruge, fotografo tedesco (Berlino, n. 1892 - Offenburg, † 1961)

## Generali(1)
- Willi Moser, generale tedesco (Breslavia, n. 1887 - Russia, † 1946)

## Militari(1)
- Willi Mentz, militare tedesco (Schönhagen, n. 1904 - Niedermeien, † 1978)

## Multiplisti(1)
- Willi Holdorf, multiplista tedesco (Blomesche Wildnis, n. 1940 - Achterwehr, † 2020)

## Musicologi(1)
- Willi Apel, musicologo, matematico e filosofo tedesco (Konitz, n. 1893 - Bloomington, † 1988)

## Piloti automobilistici(1)
- Willi Heeks, pilota automobilistico tedesco (Emsbüren, n. 1922 - Bocholt, † 1996)

## Piloti motociclistici(1)
- Willi Faust, pilota motociclistico tedesco (Großenlüder, n. 1924 - Fulda, † 1992)

## Pittori(2)
- Willi Baumeister, pittore e grafico tedesco (Stoccarda, n. 1889 - Stoccarda, † 1955)
- Willi Geiger, pittore, grafico e insegnante tedesco (Schönbrunn, n. 1878 - Monaco di Baviera, † 1971)

## Politici(2)
- Willi Ritschard, politico svizzero (Deitingen, n. 1918 - monte Grenchenberg, † 1983)
- Willi Stoph, politico e generale tedesco (Schöneberg, n. 1914 - Berlino, † 1999)

## Sceneggiatori(1)
- Willi Wolff, sceneggiatore, regista e produttore cinematografico tedesco (Schönebeck, n. 1883 - Nizza, † 1947)

## Sciatori alpini(2)
- Willi Frommelt, ex sciatore alpino liechtensteinese (Schaan, n. 1952)
- Willi Lesch, ex sciatore alpino e allenatore di sci alpino tedesco (Monaco di Baviera, n. 1942)

## Scrittori(1)
- Willi Bredel, scrittore tedesco (Amburgo, n. 1901 - Berlino Est, † 1964)

## Violinisti(1)
- Willi Boskovsky, violinista e direttore d'orchestra austriaco (Vienna, n. 1909 - Visp, † 1991)

## Senza attività specificata(1)
- Willi Trakofler, ex snowboarder italiano (Monguelfo-Tesido, n. 1973)